# Круков
Круков (њем. Kruckow) општина је у њемачкој савезној држави Мекленбург-Западна Померанија. Једно је од 69 општинских средишта округа Демин. Према процјени из 2010. у општини је живјело 701 становника. Посједује регионалну шифру (AGS) 13052046.

## Географски и демографски подаци
Круков се налази у савезној држави Мекленбург-Западна Померанија у округу Демин. Општина се налази на надморској висини од 67 метара. Површина општине износи 35,4 km².

## Становништво
У самом мјесту је, према процјени из 2010. године, живјело 701 становника. Просјечна густина становништва износи 20 становника/km².